# A.C. Milan w roku 1903
Osiągnięcia i skład piłkarskiego zespołu A.C. Milan w roku 1903.

## Osiągnięcia
- Mistrzostwa Włoch: 3. miejsce

## Podstawowe dane
- Oficjalna nazwa klubu: Milan Cricket and Foot-Ball Club
- Siedziba klubu: Fiaschetteria Toscana, Via Berchet 1
- Boisko: Trotter; Acquabella (od marca 1903)
- Prezes klubu:  Alfred Edwards
- Trener zespołu:  Herbert Kilpin
- Kapitan drużyny:  Herbert Kilpin (sekcja piłkarska),  Edward Nathan Berra (sekcja krykieta)

## Skład zespołu
Bramkarze:
| Włochy | Giulio Ermolli |

Obrońcy:
| Włochy | Andrea Meschia |
| Anglia | Herbert Kilpin |
| Włochy | Carlo Ardussi  |

Pomocnicy:
| Anglia | Alfred Paul Cartier |
| Włochy | Daniele Angeloni    |
| Włochy | Francesco Angeloni  |
| Anglia | Paul Arnold Walty   |
| Włochy | Giannino Camperio   |

Napastnicy:
| Włochy     | Guerriero Colombo   |
| Szwajcaria | Hans Heinrich Suter |
| Włochy     | Domenico Galli      |
| Włochy     | Giulio Cederna      |
| Włochy     | Guido Gregoletto    |